# Muradnagar (Comilla)
Muradnagar è un sottodistretto (upazila) del Bangladesh situato nel distretto di Comilla, divisione di Chittagong. Si estende su una superficie di 340,73 km² e conta una popolazione di 523 556 abitanti (censimento 2011).